# Morten Ramsland
Morten Ramsland (Odense, 1971) es un escritor danés, licenciado en Historia del Arte y Literatura Danesa en la Universidad de Århus. Escribió su primer libro en 1993, una colección de poemas, aunque fue con Cabeza de perro (Hundehoved en su versión original), publicado en el 2005, con el que consiguió éxito entre la crítica. Dicha obra consiguió vender 150.000 ejemplares en Dinamarca, y fue galardonada con los premios más importantes de la literatura danesa, entre ellos Autor del Año, Libro del Año y el Golden Laure.

## Obra traducida al castellano
- Cabeza de perro, 2008, Salamandra ISBN 978-84-9838-153-5
- La lista secreta, 2023, Nórdica Juvenil ISBN 9788419320872

- Datos: Q2567316
- Multimedia: Morten Ramsland / Q2567316